# Mary Castle
Mary Castle (22 de enero de 1931 – 29 de abril de 1998) fue una actriz cinematográfica y televisiva de estadounidense, activa sobre todo en el medio televisivo, y cuyos problemas personales influyeron muy negativamente en el desarrollo de su carrera. Fue sobre todo conocida por su papel de Frankie Adams en la serie televisiva western en redifusión Stories of the Century, emitida entre 1954 y 1955.

## Biografía

### Inicios
Nacida en Pampa, Texas, su verdadero nombre era Mary Ann Noblett, y sus padres Erby G. Noblett, Sr. y Myrtle A. Brown. Su madre tenía antepasados de etnia Quapaw. La familia cambió varias veces de domicilio, viviendo en Fort Worth (Texas), en Phillips (Texas), en un despoblado en el Condado de Hutchinson (Texas) y, finalmente, en Long Beach (California). Su hermano, Erby Noblett, Jr. (1927–1992), le enseñó a cabalgar, y más adelante fue oficial de policía en Long Beach.

### Carrera
A los diecinueve años, Castle era modelo de una compañía de trajes de baño. Un cazatalentos se interesó por ella tras ver su fotografía en una revista. En agosto  de 1950 fue llamada la "dama que se parece más a Rita Hayworth que la propia Hayworth." Se comentaba que su primer contrato se habría firmado con la condición de que la pelirroja Castle se pareciera a Hayworth. Harry Cohn, presidente de Columbia Pictures, habría dicho que veía a Castle como una posible sustituta de Hayworth, que entonces se había casado con Alí Khan y estaba formando una familia.
El primer papel con créditos de Castle fue el de Flo en el film de 1950 The Tougher They Come. El planteamiento de Columbia con la carrera de Castle fue el mismo adoptado para la de Rita Hayworth en sus inicios: actuaciones frecuentes en papeles con los que ganaba experiencia en filmes de bajo presupuesto del estudio. La mayor parte de las primeras películas de Mary Castle con Columbia fueron westerns: Prairie Roundup, Texans Never Cry (con Gene Autry), y When the Redskins Rode. Con su parecido a Hayworth, ella fue una chica, objeto de los sueños de varios soldados, en el film bélico de Columbia Eight Iron Men (1952).
Su actuación en Criminal Lawyer liberó a Castle del encasillamiento en el western; aun así, en 1953 actuó en los westerns The Lawless Breed y Gunsmoke. Quizás su largometraje más conocido fue su actuación de menor prestigio: ella interpretó a una mujer fatal, junto a Huntz Hall y The Bowery Boys, en la comedia de bajo presupuesto Crashing Las Vegas (1956). Solamente tenía 24 años cuando se rodó, pero parecía mucho mayor; un nuevo peinado rubio no disimulaba los rasgos endurecidos por el exceso de alcohol.
La primera actuación televisiva de Mary Castle llegó en 1952 con el papel de Marcia Thorne en el episodio "One Angle Too Many" de la serie detectivesca Racket Squad. Además, trabajó junto a Jim Davis en 26 de las 39 entregas de Stories of the Century, la primera serie western en ganar un Premio Emmy. Cuando Castle dejó la serie, fue sustituida por Kristine Miller, que rodó los trece capítulos restantes.
En 1956 actuó en The Bob Cummings Show, en el episodio "The Trouble with Henry". Al año siguiente fue actriz invitada en el show de la American Broadcasting Company The Adventures of Ozzie and Harriet (en "The Case of the Baited Hook"), en el de la CBS Perry Mason, y en otro programa de ABC, el episodio "Test of Courage" de Cheyenne, serie protagonizada por Clint Walker. Otra serie en la que actuó fue la protagonizada por Frank Lovejoy Meet McGraw.
En 1959, Castle, junto con Carleton G. Young, actuó en "The Big Gamblers" y "The Confidence Gang", episodios del show en redifusión de Rex Allen Frontier Doctor. Un año después actuó en "The Chinese Pendant", capítulo del drama criminal de la CBS Tightrope, protagonizado por Mike Connors. Su última película fue Music Man como animadora. La última actuación televisiva de Castle tuvo lugar en 1962 en el episodio "Collie's Free", del show western protagonizado por James Arness para la CBS Gunsmoke.

### Vida personal
Castle tuvo relaciones sentimentales con varios hombres, entre ellos el actor Richard Long. Finalmente tuvo tres matrimonios, todos de corta duración. Desde 1957 a 1958 estuvo casada con William France Minchen, que utilizaba el nombre artístico de William Grant. Tras divorciarse de él, Castle estuvo casada, entre 1960 y 1961, con Wayne Cote. Castle permaneció casada con su tercer marido, Erwin A. Frezza, desde 1971 a 1972.
Castle fue arrestada por intoxicación pública en septiembre de 1957, tras haber intentado morder y patalear a dos ayudantes de sheriff, John Aiken y K. H. Smiley, en Hollywood. Los policías declararon haber encontrado a Castle luchando con su marido en un coche aparcado, mientras su hija de diez años lloraba en el asiento trasero.
El 14 de septiembre de 1959 Castle recibió reanimación respiratoria, siendo llevada a urgencias de un hospital de Malibú (California), tras haber sido encontrada sin sentido y casi desnuda en la playa de dicha localidad. El 28 de octubre de 1959 fue de nuevo arrestada y multada por embriaguez. Un mes más tarde, el 26 de noviembre, intentó ahorcarse tras ingresar en una celda en Beverly Hills.
Mary Castle pasó sus últimos años en Lodi (California), falleciendo en 1998 en Palm Springs, California, a causa de un cáncer de pulmón. Tenía 67 años de edad.